# Derek Rugg
Derek Rugg, né le 21 mars 1963, est un ancien arbitre néo-zélandais de football des années 1990 et 2000. 

## Carrière
Il a officié dans des compétitions majeures : 
- Coupe d'Océanie de football 1996 (1 match)
- Championnat du monde des clubs de la FIFA 2000 (1 match)
- Coupe de Nouvelle-Zélande de football 2000 (finale)
- Coupe d'Océanie de football 2002 (1 match)
- Coupe de Nouvelle-Zélande de football 2002 (finale)
- Tournoi qualificatif de l'OFC des moins de 17 ans 2003 (finale retour)
- Coupe de Nouvelle-Zélande de football 2003 (finale)